# Vianino
Vianino è una frazione del comune di Varano de' Melegari, in provincia di Parma.
La località, posta su una diramazione del monte Santa Cristina protesa sulla valle del Ceno, dista 6,10 km dal capoluogo.

## Storia
La zona dell'attuale borgo di Vianino risultava abitata già in epoca preistorica; in particolare vi sorsero alcuni insediamenti dei Liguri e dei Celti, dei quali si conservano i resti di una necropoli nella località di Maneia, rinvenuti nel 1967.
In seguito subentrarono gli Etruschi e poi i Romani, che vi tracciarono una strada di collegamento tra la valle del Ceno e il borgo di Pellegrino, che proseguiva verso Fidenza.
Nell'VIII secolo vi sorse un insediamento longobardo, come dimostrato da alcuni atti notarili.
La strada romana continuò a essere praticabile fino al periodo medievale; si ha infatti testimonianza che nel 1001 passarono per la località le reliquie di santa Giustina, durante la traslazione da Roma a Piacenza; negli stessi documenti è anche menzionato per la prima volta il castello di Vianino.
Agli inizi dell'XI secolo il borgo apparteneva a Ildegarda, moglie del longobardo Odone; nel 1028 la nobildonna vendette tutte le sue terre, tra cui rientravano anche il paese di Viazzano e il castello di Roccalanzona, al rettore della chiesa di San Pietro di Paderna, che a sua volta nel 1043 le donò al monastero di San Savino di Piacenza, sotto la diretta autorità del vescovo.
Nel 1188 Vianino passò sotto la gestione del Comune di Piacenza, ma già nel 1209 fu assegnato alla famiglia Scarpa.
Nel 1382 il signore di Milano Gian Galeazzo Visconti concesse in feudo Vianino e Specchio al marchese Galvano Pallavicino.
Nel 1428 il duca di Milano Filippo Maria Visconti inviò le sue truppe, guidate dal capitano di ventura Niccolò Piccinino, contro Manfredo Pallavicino, assaltandone il castello di Pellegrino; il marchese fu arrestato e costretto sotto tortura a confessare di aver congiurato contro il duca, che lo condannò a morte e confiscò tutti i suoi beni; Vianino fu allora assegnato con Pellegrino al Piccinino, ma nel 1447 gli abitanti del piccolo borgo si ribellarono e uccisero il suo terzo figlio Angelo. Il feudo fu quindi riassorbito dalla Camera ducale di Milano.
Nel 1481 il duca Gian Galeazzo Maria Sforza assegnò Vianino al marchese Pallavicino Pallavicini, i cui eredi mantennero il possesso del feudo fino al 1579, quando alla morte del marchese Gerolamo Pallavicino il territorio fu assorbito dalla Camera ducale di Parma.
Nel 1592 il duca di Parma Alessandro Farnese assegnò Vianino ai marchesi Facchinetti, bolognesi, ai quali seguirono nel 1647 i marchesi Dalla Rosa Prati e nel 1752 i Fogliani Sforza.
Nel 1805 i decreti napoleonici abolirono i diritti feudali e il borgo divenne frazione del comune di Pellegrino Parmense; nel 1870 i confini amministrativi furono modificati e il paese fu assorbito dal comune di Varano de' Melegari.
Il 9 luglio del 1944, durante le lotte partigiane della seconda guerra mondiale, l'antico paese fu dato alle fiamme e gli abitanti furono costretti ad abbandonarlo per alcuni giorni, prima di potervi rientrare.

## Monumenti e luoghi d'interesse

### Castello

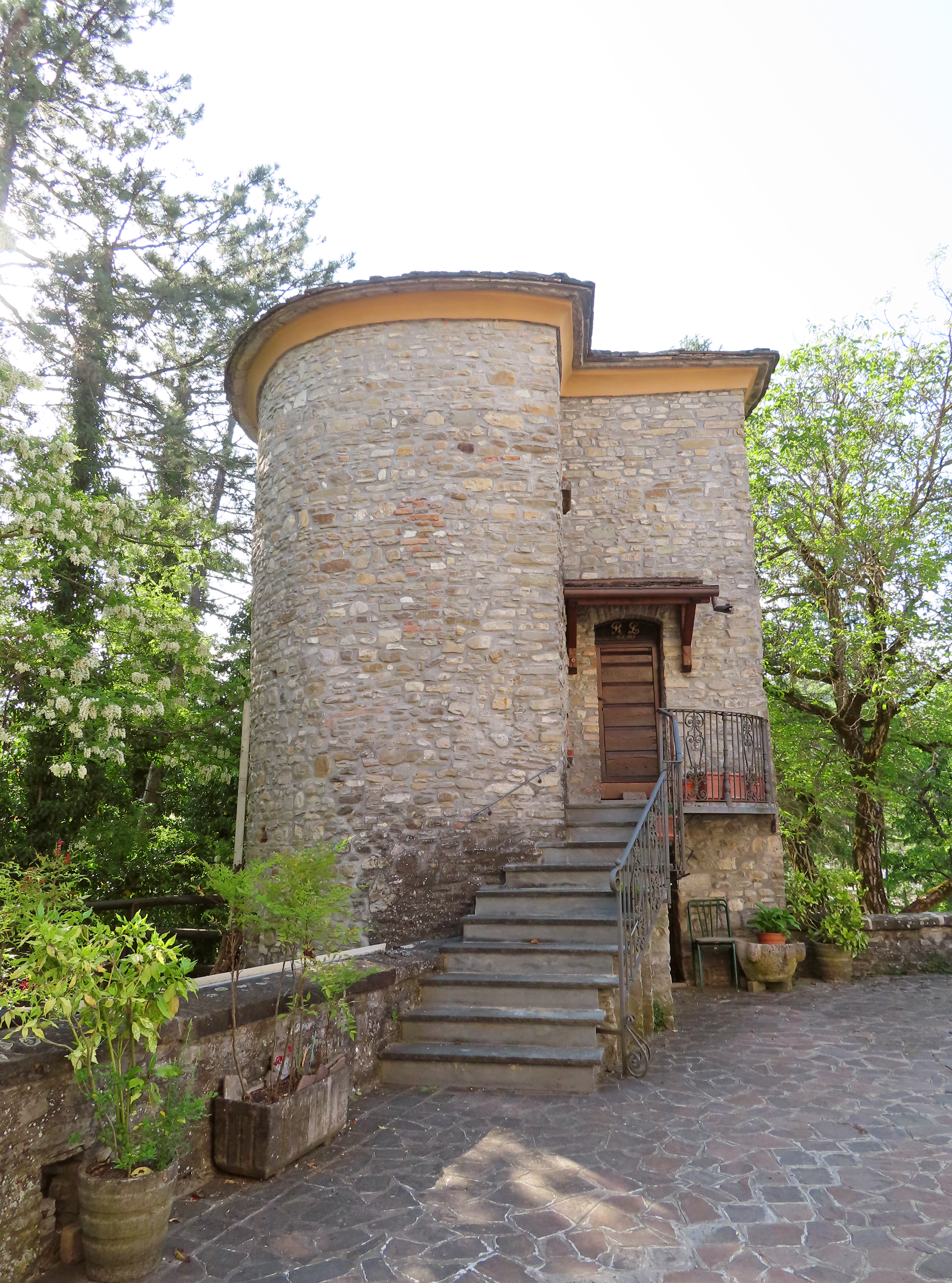
Torre del castello

Costruito originariamente nel X secolo, il castello appartenne nei secoli successivi ai numerosi feudatari del borgo, che apportarono grosse modifiche alla struttura difensiva; oggi se ne conserva soltanto una torre angolare a pianta circolare, completamente restaurata.

### Pilastro gotico
Innalzato nel XIV secolo, il pilastro in arenaria costituisce l'unico residuo dei quattro posti a sostegno delle cancellate d'accesso al borgo.

### Chiesa di San Giacomo

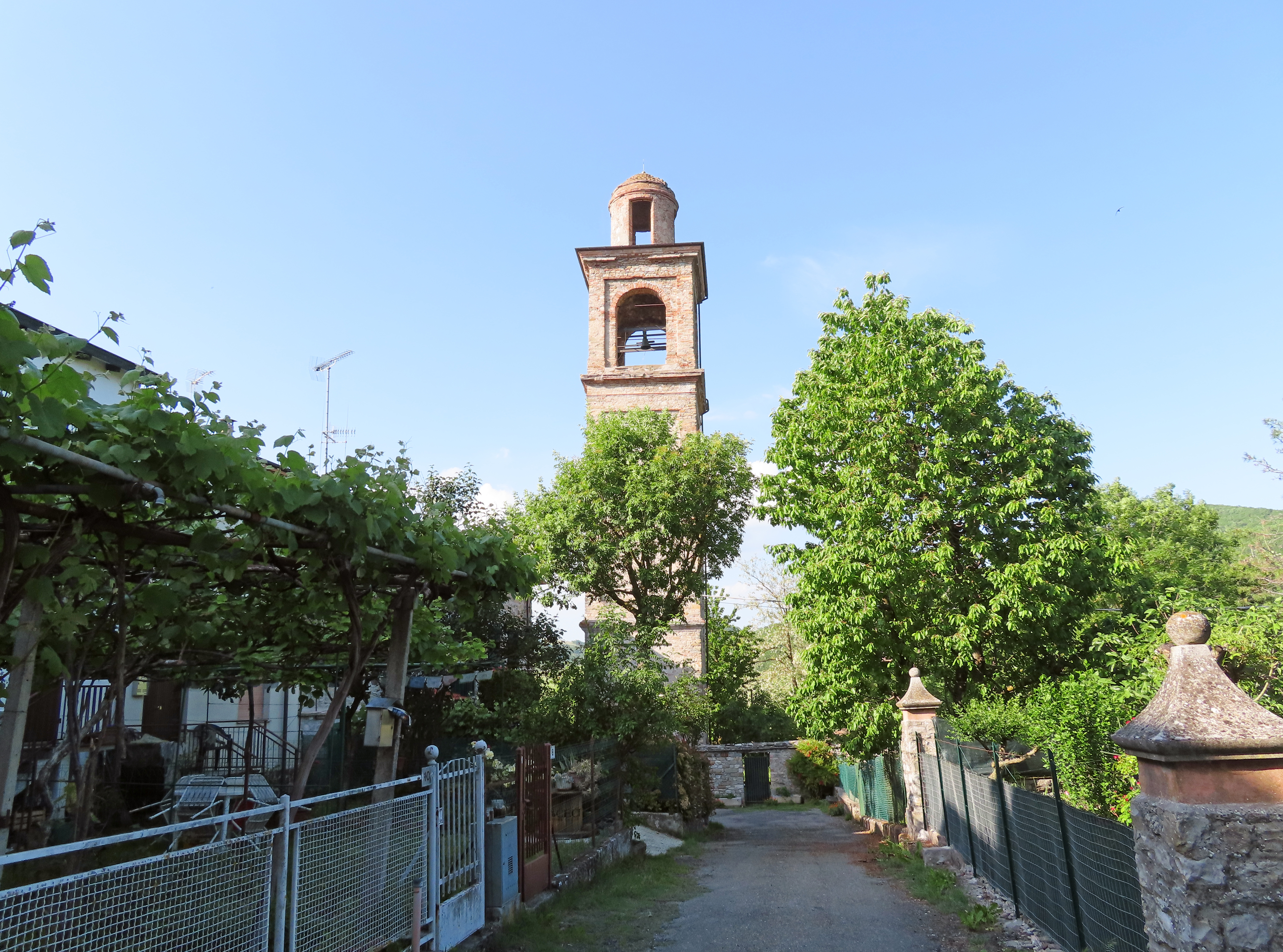
Campanile dell'antica chiesa

Edificata nel 1950, la moderna chiesa attuale sostituisce l'antico edificio medievale posto all'altro capo del borgo, completamente ristrutturato nel XVII secolo ma profondamente danneggiato da un terremoto verso la fine del XIX, tanto da causarne la chiusura e demolizione nel 1947; se ne conserva oggi soltanto il campanile. All'interno del luogo di culto è ospitata una statua settecentesca in legno, raffigurante San Rocco, proveniente dall'adiacente oratorio di San Rocco.

### Oratorio di San Rocco

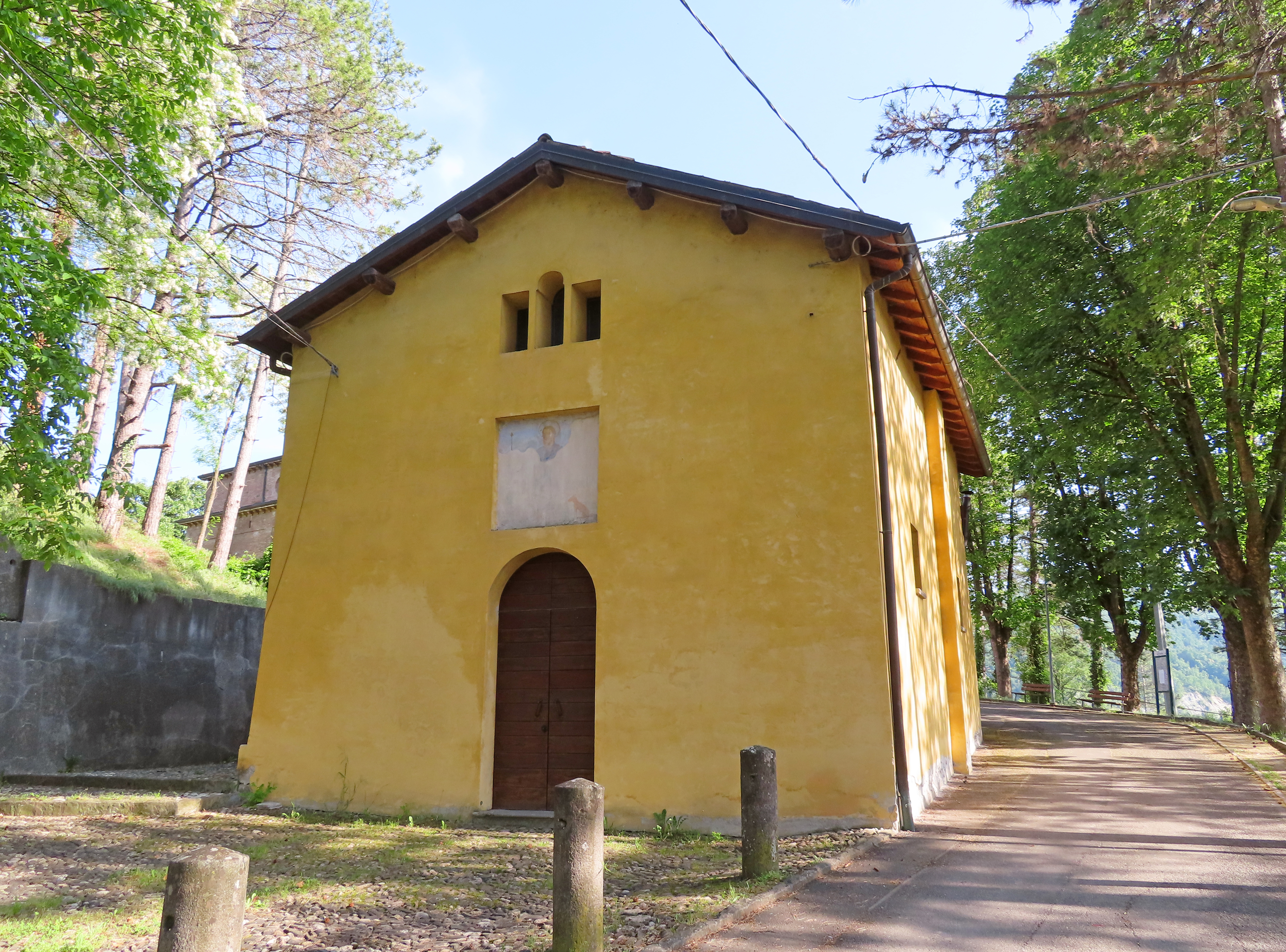
Oratorio di San Rocco

Edificato nel 1527 in segno di riconoscimento per avere evitato il diffondersi della peste nel borgo di Vianino, l'oratorio fu sconsacrato nel 1950 e adibito a officina; intorno al 1970 fu modificato per trasformarlo in sala cinematografica, ma pochi anni dopo fu chiuso e abbandonato; nel 2008 fu riaperto quale sala teatrale in seguito al suo completo restauro.

### Monastero

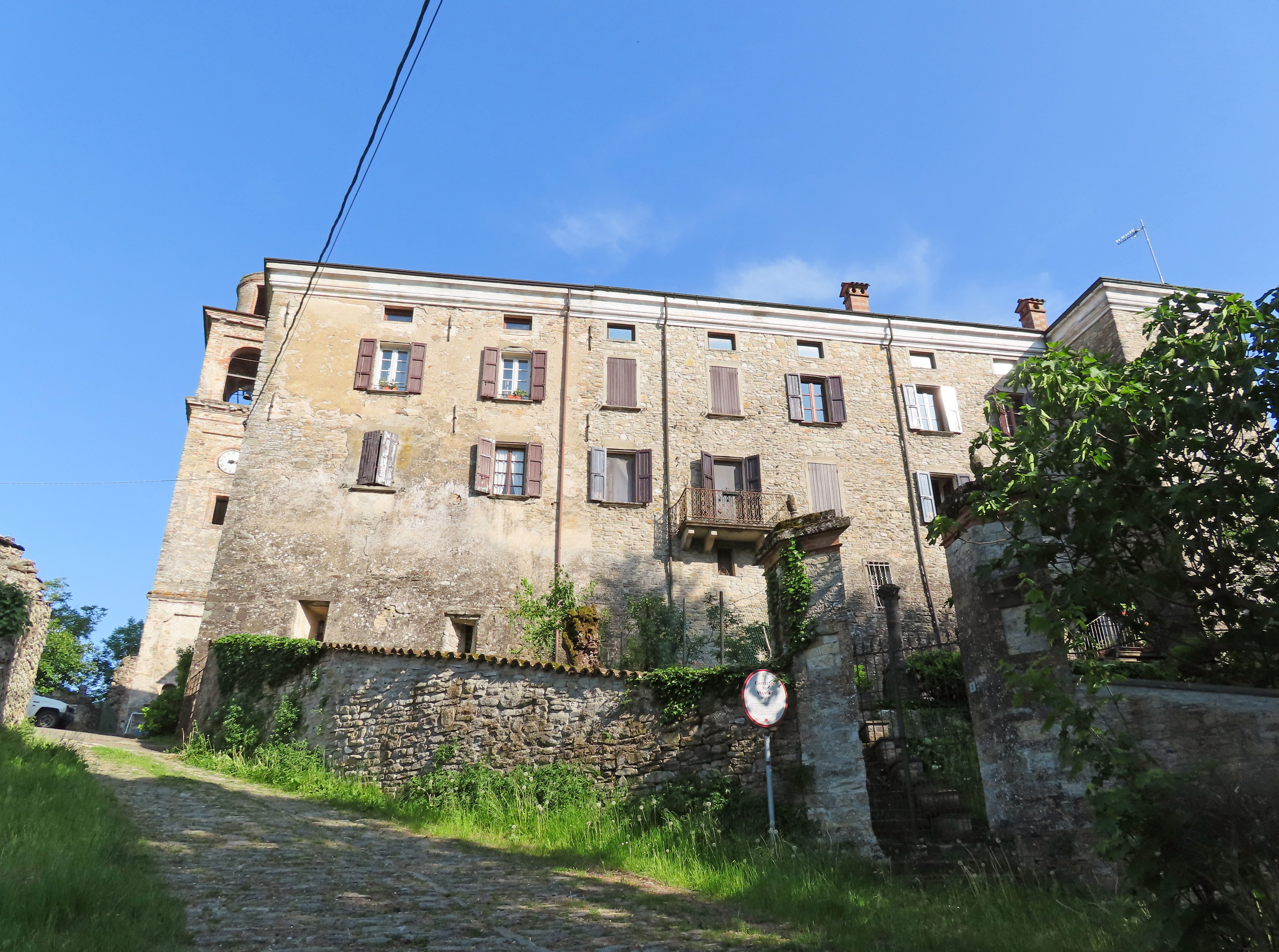
Monastero

Costruito probabilmente nel XVI secolo, l'antico monastero, originariamente dotato di una corte, fu modificato più volte nei secoli, conservando la struttura esterna con andamento a scarpa e gli ampi androni interni.

### Palazzo del pretorio
Edificato nel XV secolo, il palazzo fu successivamente ampliato e modificato nei secoli, conservando soltanto alcune finestre tardo-gotiche del nucleo originario.